# Melodifestivalen 2018
Melodifestivalen 2018 fue la 58.ª edición de la selección de la canción sueca para participar en el Festival de la Canción de Eurovisión 2018 que se celebró en Lisboa (Portugal). La final se celebró el 10 de marzo de 2018 en el estadio Friends Arena de Estocolmo.

## Participantes
| Cantante                     | Canción (Traducción al español)                        | Compositor(es)                                                                                 |
| ---------------------------- | ------------------------------------------------------ | ---------------------------------------------------------------------------------------------- |
| Barbi Escobar                | "Stark" (Fuerte)                                       | Barbi Escobar, Costa Leon, Andreas ”Stone” Johansson                                           |
| Benjamin Ingrosso            | "Dance You Off" (Bailarte)                             | Benjamin Ingrosso, MAG, Louis Schoorl, K Nita                                                  |
| Dotter                       | "Cry" (Llorar)                                         | Linnea Deb, Peter Boström, Thomas G:son, Johanna ”Dotter” Jansson                              |
| Edward Blom                  | "Livet på en pinne" (La vida en un palo)               | Edward Blom, Thomas G:son, Stefan Brunzell, Kent Olsson                                        |
| Elias Abbas                  | "Mitt paradis" (Mi paraíso)                            | Anderz Wrethov, Hamed “K-One” Pirouzpanah, Sami Rekik                                          |
| Emmi Christensson            | "Icarus" (Ícaro)                                       | Thomas G:son, Christian Schneider, Andreas Hedlund, Sara Biglert                               |
| Felicia Olsson               | "Break That Chain" (Romper esa cadena)                 | Bobby Ljunggren, Kristian Lagerström, Henrik Wikström, Joy Deb                                 |
| Felix Sandman                | "Every Single Day" (Cada día)                          | Noah Conrad, Tony Ferrari, Parker James, Jake Torry, Felix Sandman                             |
| Ida Redig                    | "Allting som vi sa" (Todo tal como dijimos)            | Yvonne Dahlbom, Jesper Welander, Ida Redig                                                     |
| Jessica Andersson            | "Party Voice" (Voz de fiesta)                          | Fredrik Kempe, David Kreuger, Niklas Carson Mattsson, Jessica Andersson                        |
| John Lundvik                 | "My Turn" (Mi turno)                                   | Anna-Klara Folin, John Lundvik, Jonas Thander                                                  |
| Jonas Gardell                | "Det finns en väg" (Hay un camino)                     | Calle Kindbom, Jonas Gardell, Mats Tärnfors                                                    |
| Kalle Moraeus & Orsa Spelmän | "Min dröm" (Mi sueño)                                  | Thomas G:son, Alexzandra Wickman                                                               |
| Kamferdrops                  | "Solen lever kvar hos dig" (El sol sigue vivo contigo) | Herbert Trus, Danne Attlerud, Martin Klaman, Krstoffer Tømmerbakke, Erik Smaaland, Kamferdrops |
| Kikki Danielsson             | "Osby Tennessee"                                       | Sulo Karlsson, Kikki Danielsson                                                                |
| Liamoo                       | "Last Breath" (El último respiro)                      | Liam Cacatian Thomassen, Morten Thorhauge, Peter Bjørnskov, Lene Dissing                       |
| Margaret                     | "In My Cabana" (En mi cabaña)                          | Anderz Wrethov, Linnea Deb, Arash Labaf, Robert Uhlmann                                        |
| Mariette                     | "For You" (Para ti)                                    | Jörgen Elofsson                                                                                |
| Martin Almgren               | "A Bitter Lullaby" (Una nana amarga)                   | Josefin Glenmark, Märta Grauers                                                                |
| Méndez                       | "Everyday" (Todos los días)                            | Leopoldo Mendez, Jimmy Jansson, Palle Hammarlund                                               |
| Mimi Werner                  | "Songburning" (Canción ardiendo)                       | Göran Werner, Mimi Werner, Niki Niki, Carl Varga, Johan Åsgärde, Oliver Lundström              |
| Moncho                       | "Cuba Libre"                                           | Jimmy Jansson, David Strääf, Markus Videsäter, Axel Schylström, Moncho                         |
| Olivia Eliasson              | "Never Learn" (Nunca aprender)                         | Anton Ewald, Jonas Wallin, Trond Smeplass                                                      |
| Renaida                      | "All the Feels" (Todos los sentimientos)               | Laurell Barker, Jon Hällgren, Peter Barringer, Lukas Hällgren                                  |
| Rolandz                      | "Fuldans" (Baile tonto)                                | Fredrik Kempe, David Kreuger, Robert Gustafsson, Regina Hedman                                 |
| Samir & Viktor               | "Shuffla" (Revuelve)                                   | Andreas ”Stone” Johansson, Denniz Jamm, Costa Leon, Samir Badran, Viktor Frisk                 |
| Sigrid Bernson               | "Patrick Swayze"                                       | Andrej Kamnik, Josefin Glenmark, Peg Parnevik, Sigrid Bernson                                  |
| Stiko Per Larsson            | "Titta vi flyger" (Mira, estamos volando)              | Stiko Per Larsson, Emil Rotsjö                                                                 |

## Semifinales

### Primera Semifinal
La primera semifinal del Melodifestivalen se llevó a cabo en la ciudad de Karsltad el día 3 de febrero. Debutaban Sigrid Bernson, la DJ Kamfredrops, el comediante Edward Blom, la concursante de talent show Idols Renaida y el afamado cantante John Lundvik; repetían la eurovisiva Kikki Danielsson y Benjamin Ingrosso, quien compitió el año anterior con la canción, Good Lovin' que quedó en el quinto lugar en la final.
La semifinal fue aclamada por su variedad de canciones, que iban desde las baladas pop y country, las canciones divertidas hasta lo bailable y actual.
Benjamin Ingrosso, con una increíble puesta en escena y John Lundvik, con una sorprendente y emotiva balada que no dejó indiferente a nadie, pasaron a la final directamente; Renaida y Sigrid Bernson tuvieron el pase al Andra Chansen. Kikki Danielsson, Kamferdrops y Edward Blom no lograron convencer al público y en consecuencia, quedaron eliminados.
| Nº: | Artista           | Canción                    | Posición                |
| --- | ----------------- | -------------------------- | ----------------------- |
| 1   | Sigrid Bernson    | "Patrick Swayze''          | 4 (segunda oportunidad) |
| 2   | John Lundvik      | "My Turn"                  | 2                       |
| 3   | Renaida           | "All the Feels''           | 3 (segunda oportunidad) |
| 4   | Edward Blom       | "Livet på en pinne"        | 5 (eliminada)           |
| 5   | Kikki Danielsson  | "Osby Tennessee"           | 7 (eliminada)           |
| 6   | Kamferdrops       | "Solen lever kvar hos dig" | 6 (eliminada)           |
| 7   | Benjamin Ingrosso | "Dance You Off"            | 1                       |

### Segunda Semifinal
La segunda semifinal del Melodifestivalen se llevó a cabo en la ciudad de Gotemburgo, el día 10 de febrero.
| Nº: | Artista           | Canción             | Posición                |
| --- | ----------------- | ------------------- | ----------------------- |
| 1   | Samir & Viktor    | "Shuffla''          | 1                       |
| 2   | Ida Redig         | "Allting som vi sa" | 5 (eliminada)           |
| 3   | Jonas Gardell     | "Det finns en väg"  | 7 (eliminada)           |
| 4   | Margaret          | ''In My Cabana''    | 3 (segunda oportunidad) |
| 5   | Stiko Per Larsson | "Titta vi flyger"   | 6 (eliminada)           |
| 6   | Mimi Werner       | ''Songburning"      | 4 (segunda oportunidad) |
| 7   | Liamoo            | "Last Breath"       | 2                       |

### Tercera Semifinal
La tercera semifinal del Melodifestivalen se llevó a cabo en la ciudad de Malmö, el día 17 de febrero.
| Nº: | Cantante                     | Canción            | Lugar:                  |
| --- | ---------------------------- | ------------------ | ----------------------- |
| 1   | Martin Almgren               | "A Bitter Lullaby" | 1                       |
| 2   | Barbi Escobar                | "Stark"            | 7 (eliminada)           |
| 3   | Moncho                       | "Cuba Libre"       | 4 (segunda oportunidad) |
| 4   | Jessica Andersson            | "Party Voice"      | 2                       |
| 5   | Kalle Moraeus & Orsa Spelmän | "Min dröm"         | 5 (eliminada)           |
| 6   | Dotter                       | "Cry"              | 6 (eliminada)           |
| 7   | Méndez                       | "Everyday"         | 3 (segunda oportunidad) |

### Cuarta Semifinal
La cuarta semifinal del Melodifestivalen se llevó a cabo en la ciudad de Örnsköldsvik, el día 24 de febrero.
| Nº: | Cantante          | Canción            | Lugar:                  |
| --- | ----------------- | ------------------ | ----------------------- |
| 1   | Emmi Christensson | "Icarus"           | 6 (eliminada)           |
| 2   | Elias Abbas       | "Mitt paradis"     | 5 (eliminada)           |
| 3   | Felicia Olsson    | "Break That Chain" | 7 (eliminada)           |
| 4   | Rolandz           | "Fuldans"          | 2                       |
| 5   | Olivia Eliasson   | "Never Learn"      | 4 (segunda oportunidad) |
| 6   | Felix Sandman     | "Every Single Day" | 3 (segunda oportunidad) |
| 7   | Mariette          | "For You"          | 1                       |

## Ronda de Segunda Oportunidad: Andra Chansen
La ronda de Segunda Oportunidad del Melodifestivalen se llevó a cabo en la ciudad de Kristianstad, el día 3 de marzo.
|  | DUELOS                           | DUELOS                  |           |  | CLASIFICADOS                     | CLASIFICADOS |  |  |  |  |  |
|  |                                  |                         |           |  |                                  |              |  |  |  |  |  |
|  |                                  |                         |           |  |                                  |              |  |  |  |  |  |
|  | Margaret "In My Cabana"          | 877.351 59,3%           |           |  |                                  |              |  |  |  |  |  |
|  | Moncho "Cuba Libre"              | 602.941 40,7%           |           |  |                                  |              |  |  |  |  |  |
|  |                                  |                         |           |  |                                  |              |  |  |  |  |  |
|  |                                  |                         |           |  |                                  |              |  |  |  |  |  |
|  |                                  |                         |           |  | Margaret "In My Cabana"          | Finalista    |  |  |  |  |  |
|  |                                  | Renaida "All the feels" | Finalista |  |                                  |              |  |  |  |  |  |
|  |                                  |                         |           |  |                                  |              |  |  |  |  |  |
|  |                                  |                         |           |  |                                  |              |  |  |  |  |  |
|  |                                  |                         |           |  |                                  |              |  |  |  |  |  |
|  |                                  |                         |           |  |                                  |              |  |  |  |  |  |
|  | Renaida "All The Feels"          | 884.188 56,4%           |           |  |                                  |              |  |  |  |  |  |
|  | Olivia Eliasson "Never Learn"    | 682.801 43,6%           |           |  |                                  |              |  |  |  |  |  |
|  |                                  |                         |           |  |                                  |              |  |  |  |  |  |
|  |                                  |                         |           |  |                                  |              |  |  |  |  |  |
|  |                                  |                         |           |  |                                  |              |  |  |  |  |  |
|  |                                  |                         |           |  |                                  |              |  |  |  |  |  |
|  |                                  |                         |           |  |                                  |              |  |  |  |  |  |
|  | Felix Sandman "Every Single Day" | 868.152 59,8%           |           |  |                                  |              |  |  |  |  |  |
|  | Mimi Werner "Songburning"        | 583.305 40,2%           |           |  |                                  |              |  |  |  |  |  |
|  |                                  |                         |           |  |                                  |              |  |  |  |  |  |
|  |                                  |                         |           |  |                                  |              |  |  |  |  |  |
|  |                                  |                         |           |  | Felix Sandman "Every Single Day" | Finalista    |  |  |  |  |  |
|  |                                  | Méndez "Everyday"       | Finalista |  |                                  |              |  |  |  |  |  |
|  |                                  |                         |           |  |                                  |              |  |  |  |  |  |
|  |                                  |                         |           |  |                                  |              |  |  |  |  |  |
|  |                                  |                         |           |  |                                  |              |  |  |  |  |  |
|  |                                  |                         |           |  |                                  |              |  |  |  |  |  |
|  | Sigrid Bernson "Patrick Swayze"  | 741.226 49,1%           |           |  |                                  |              |  |  |  |  |  |
|  | Méndez "Everyday"                | 767.551 50,9%           |           |  |                                  |              |  |  |  |  |  |
|  |                                  |                         |           |  |                                  |              |  |  |  |  |  |
|  |                                  |                         |           |  |                                  |              |  |  |  |  |  |
|  |                                  |                         |           |  |                                  |              |  |  |  |  |  |

## Final
La final del Melodifestivalen se llevó a cabo el día 10 de marzo en la capital sueca, Estocolmo.
| N.º | Artista           | Canción            | Jurado | Televoto/SMS/App | Televoto/SMS/App | Televoto/SMS/App | Total | Posición |
| N.º | Artista           | Canción            | Jurado | Votos            | Porcentaje       | Puntos           | Total | Posición |
| --- | ----------------- | ------------------ | ------ | ---------------- | ---------------- | ---------------- | ----- | -------- |
| 1   | Méndez            | "Everyday"         | 2      | 1.351.896        | 9,7%             | 62               | 64    | 12       |
| 2   | Renaida           | "All the Feels"    | 30     | 1.116.740        | 8%               | 51               | 81    | 9        |
| 3   | Martin Almgren    | "A Bitter Lullaby" | 43     | 899.049          | 6,4%             | 41               | 84    | 8        |
| 4   | John Lundvik      | "My Turn"          | 66     | 1.349.766        | 9,6%             | 62               | 128   | 3        |
| 5   | Jessica Andersson | "Party Voice"      | 33     | 809.292          | 5,8%             | 37               | 70    | 11       |
| 6   | Liamoo            | "Last Breath"      | 52     | 1.171.247        | 8,4%             | 53               | 105   | 6        |
| 7   | Samir & Viktor    | "Shuffla"          | 54     | 1.314.016        | 9,4%             | 60               | 114   | 4        |
| 8   | Mariette          | "For You"          | 64     | 1.080.536        | 7,7%             | 49               | 113   | 5        |
| 9   | Felix Sandman     | "Every Single Day" | 94     | 1.401.767        | 10%              | 64               | 158   | 2        |
| 10  | Margaret          | "In My Cabana"     | 62     | 904.893          | 6,5%             | 41               | 103   | 7        |
| 11  | Benjamin Ingrosso | "Dance You Off"    | 114    | 1.469.808        | 10,5%            | 67               | 181   | 1        |
| 12  | Rolandz           | "Fuldans"          | 24     | 1.124.955        | 8%               | 51               | 75    | 10       |

## Galería

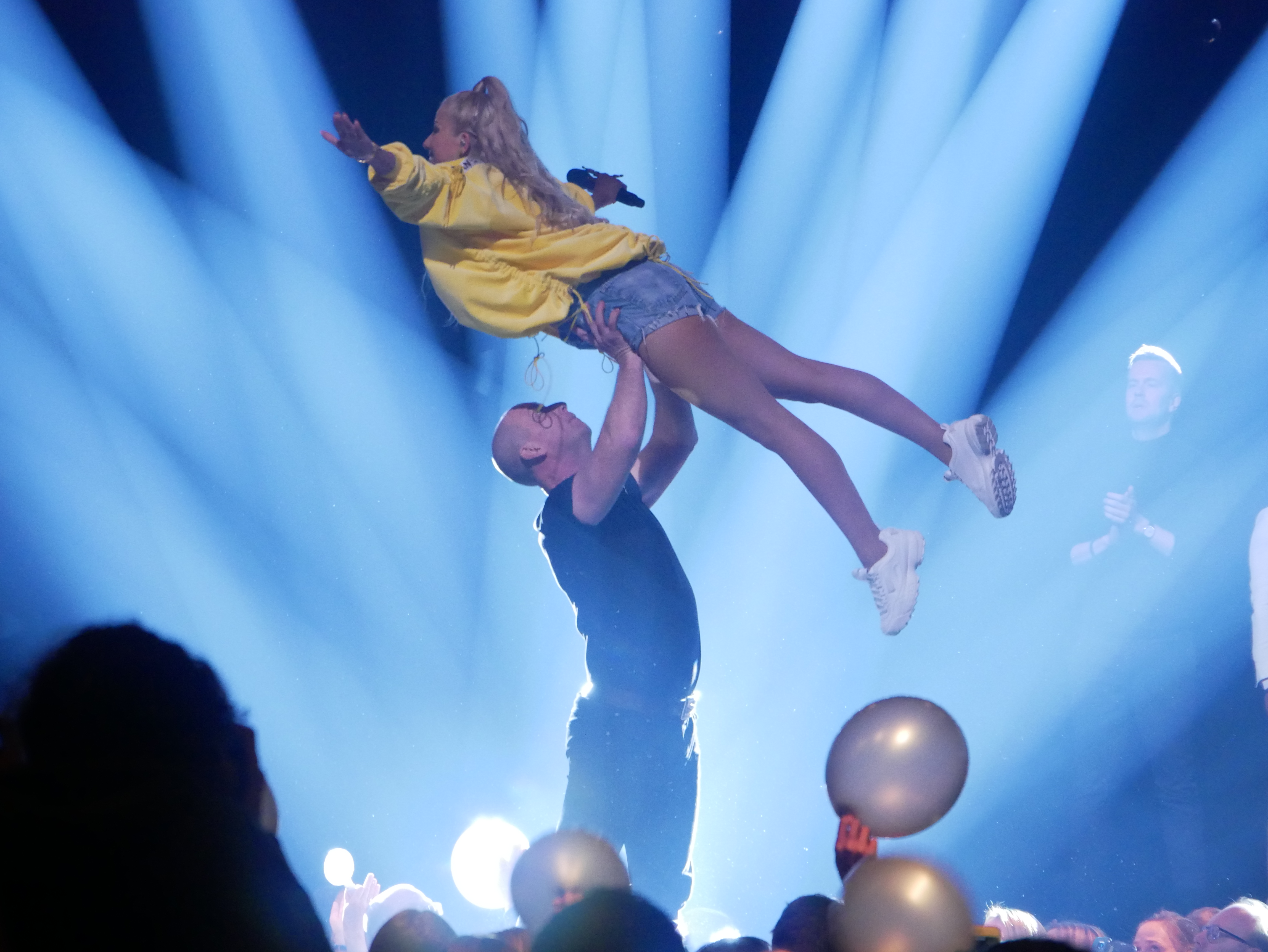
Sigrid Bernson - Patrick Swayze
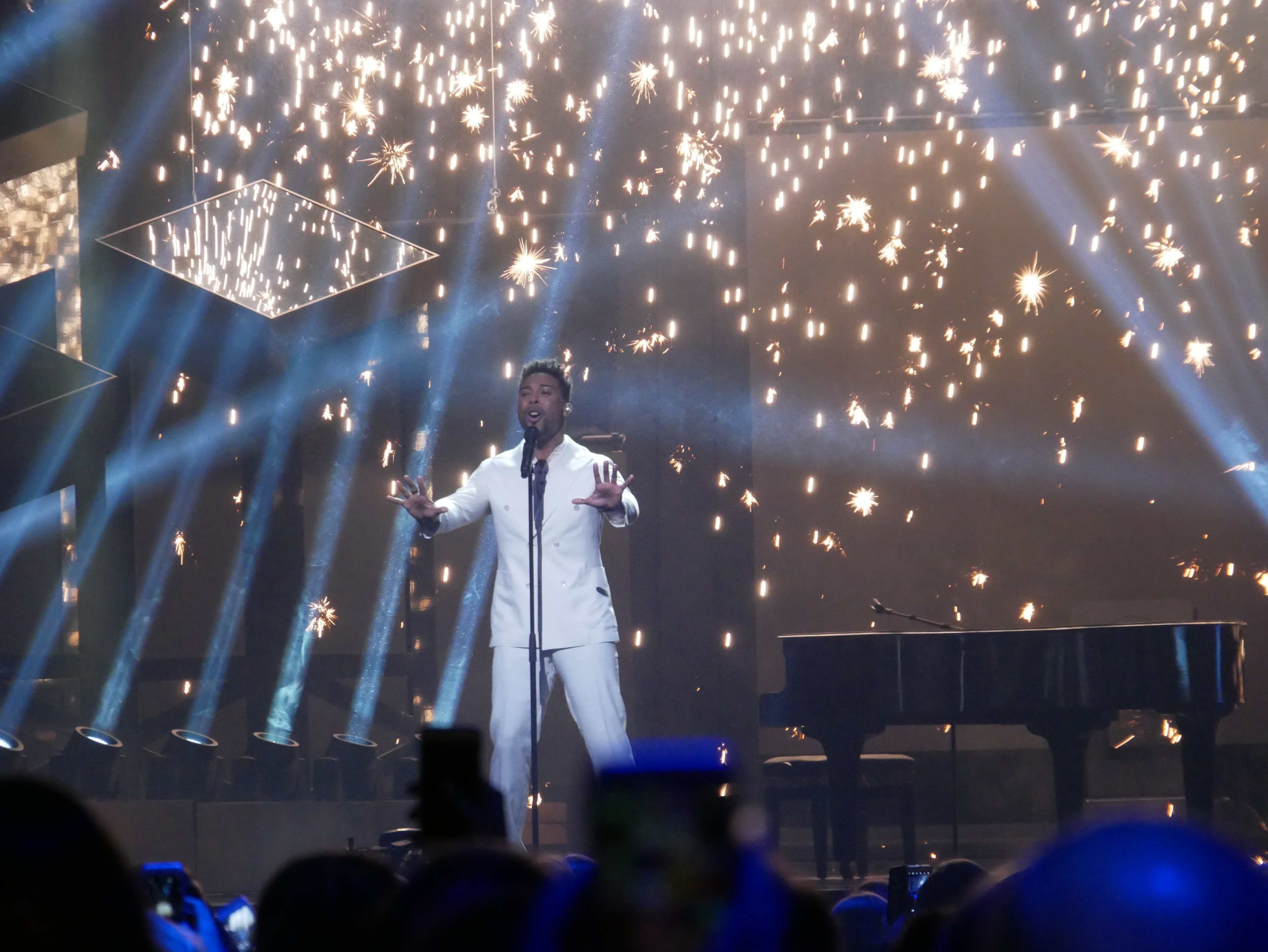
John Lundvik - My Turn
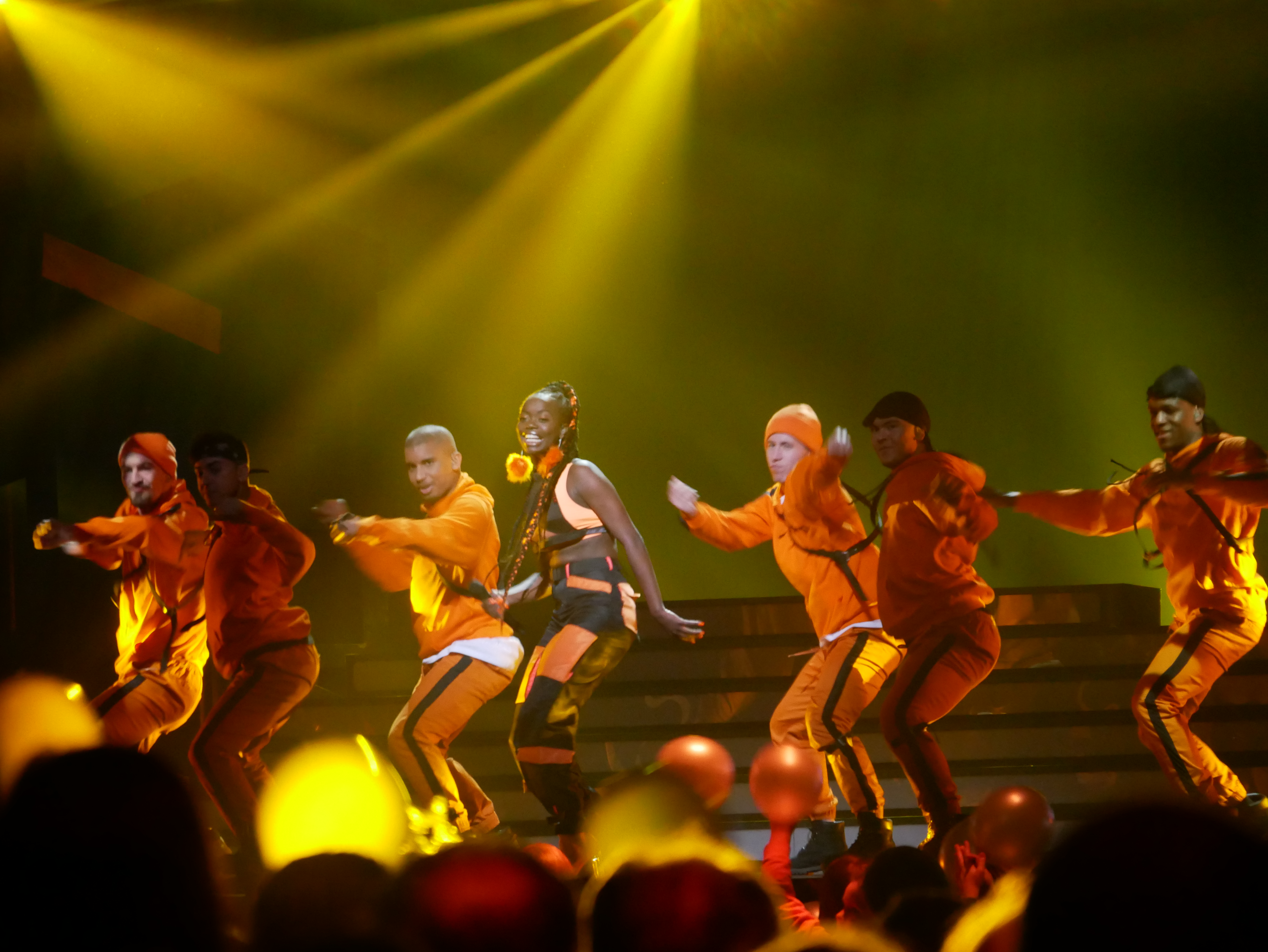
Renaida - All the Feels
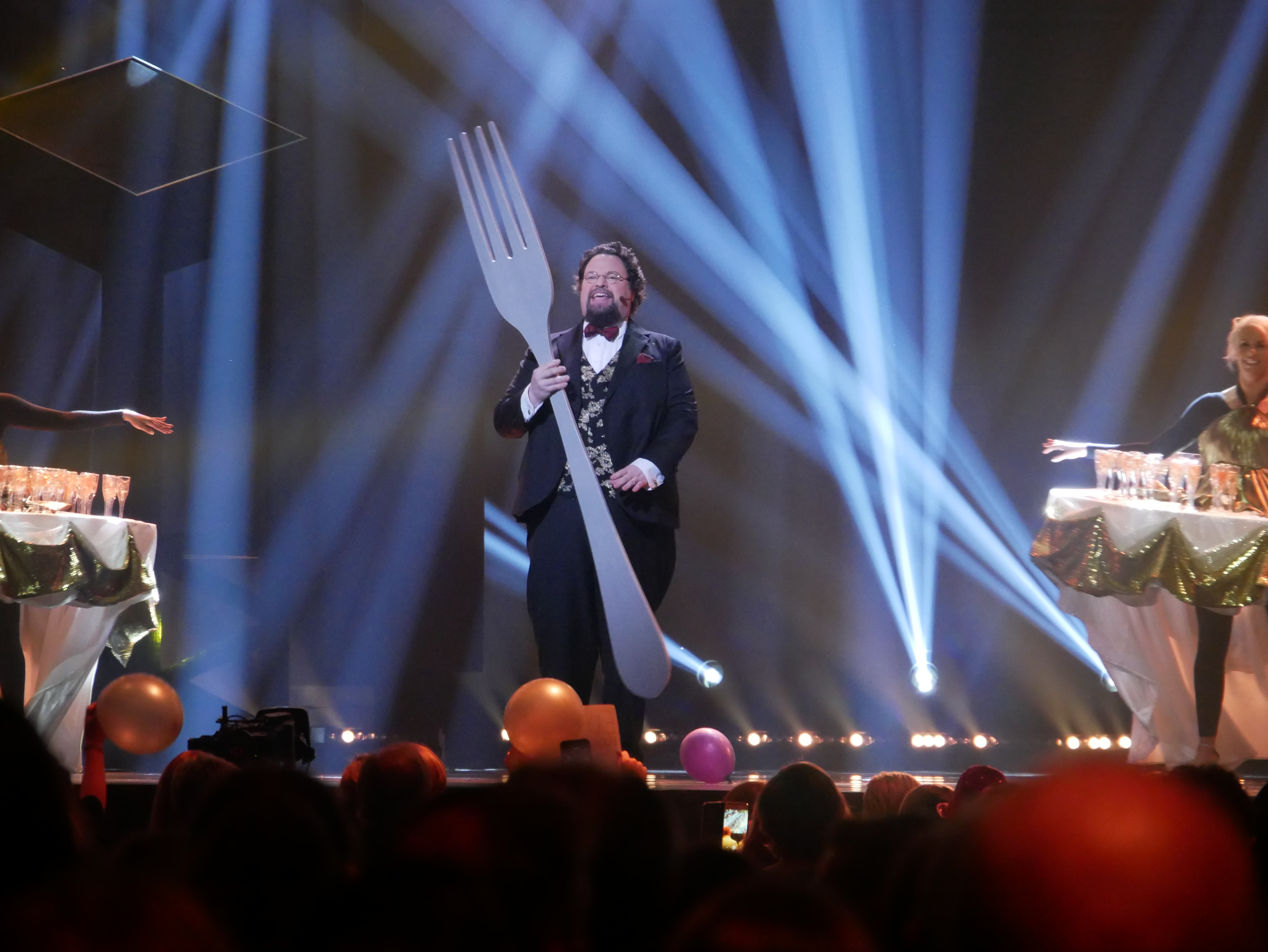
Edward Blom - Livet på en pinne
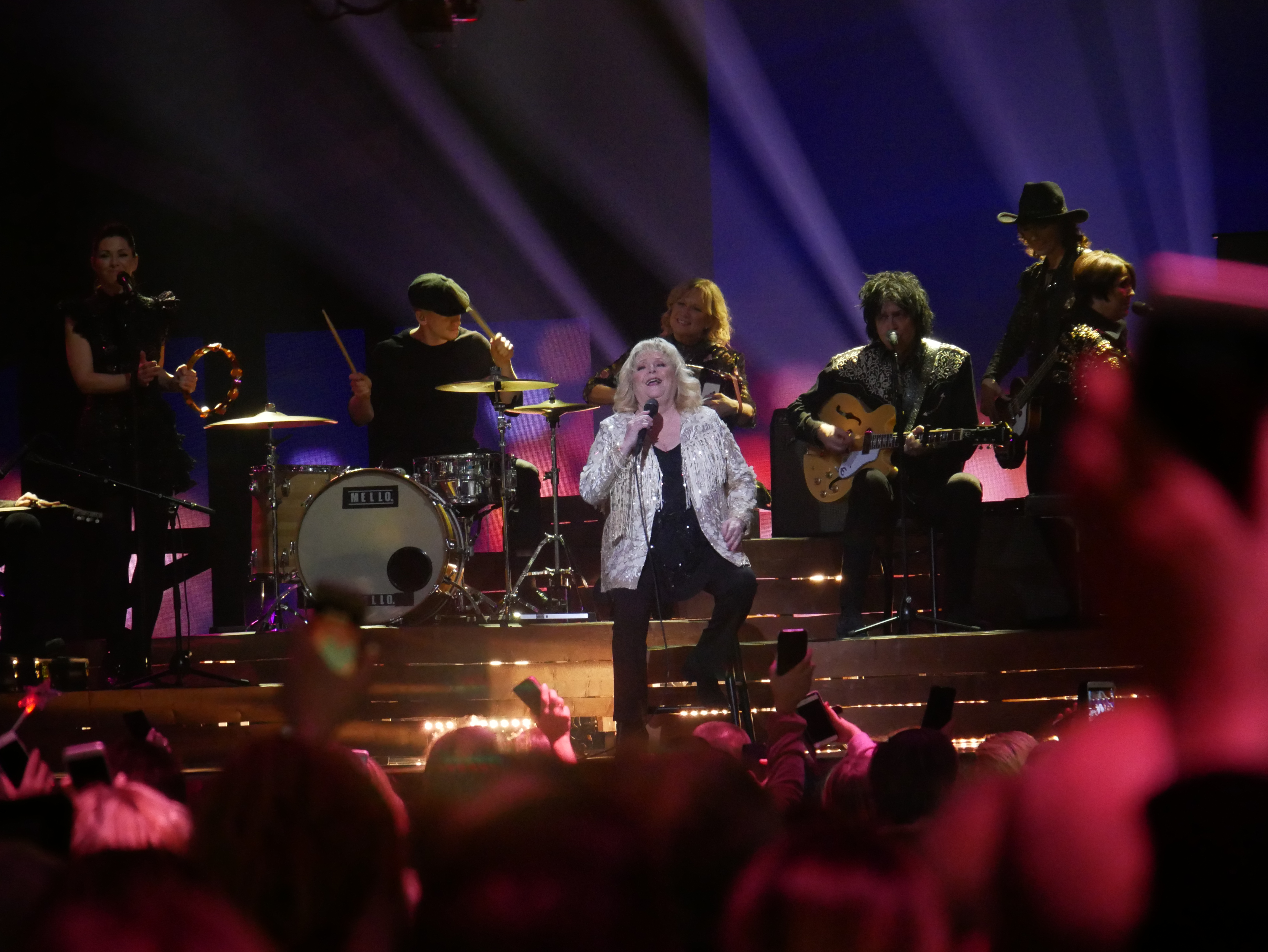
Kikki Danielsson - Osby Tennessee
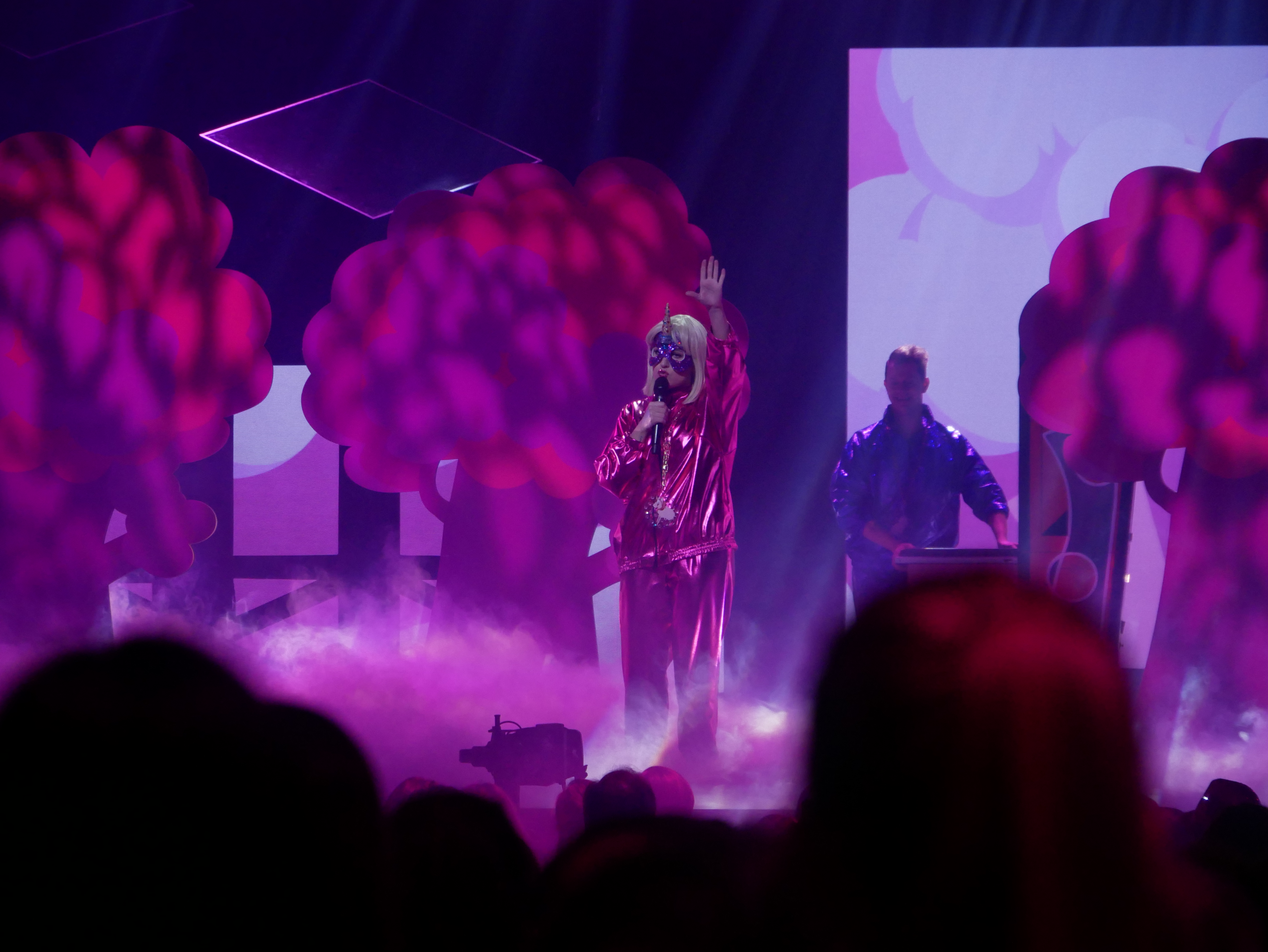
Kamferdrops - Solen lever kvar hos dig
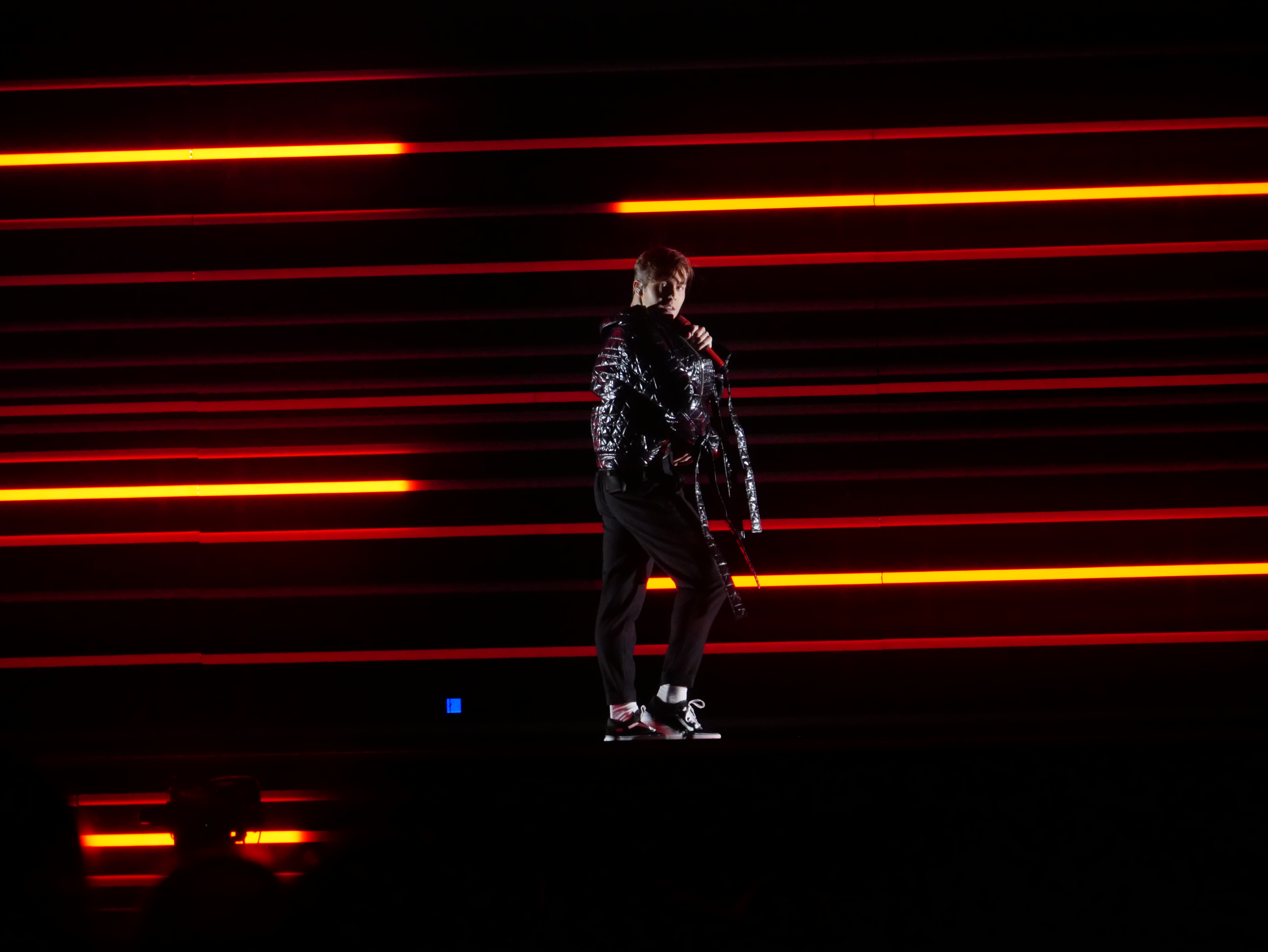
Benjamin Ingrosso - Dance You Off
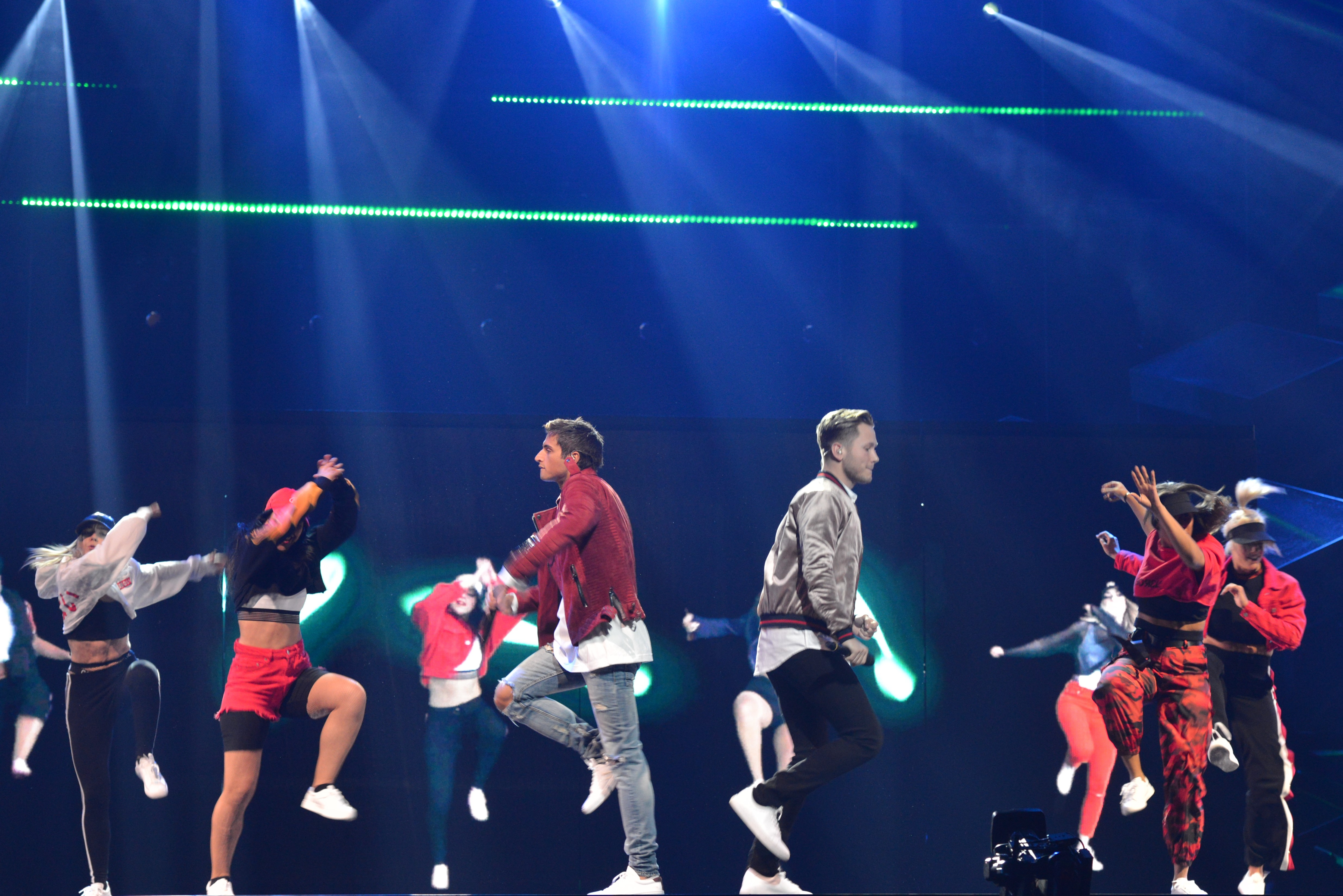
Samir & Viktor - Shuffla
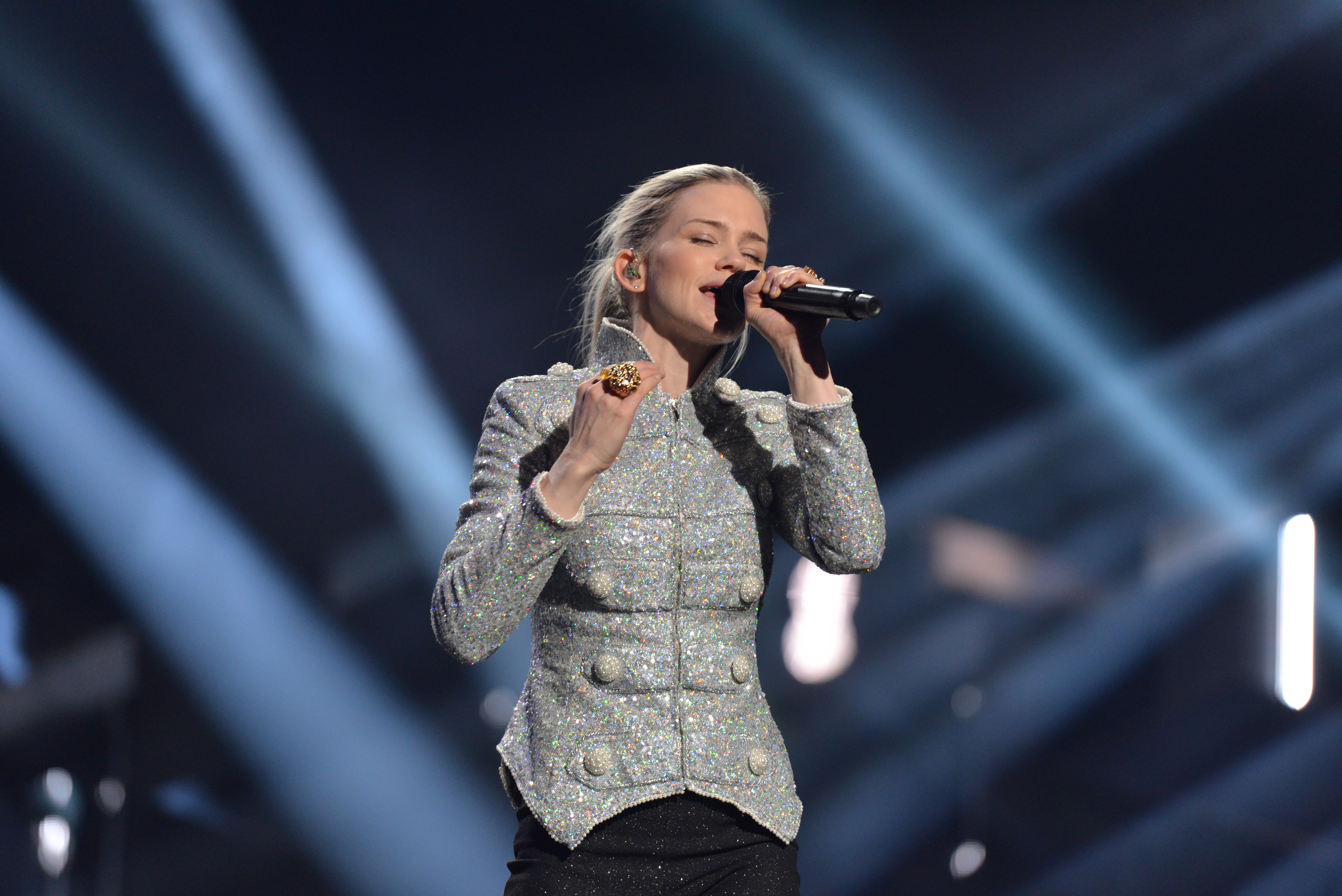
Ida Redig - Allting som vi sa
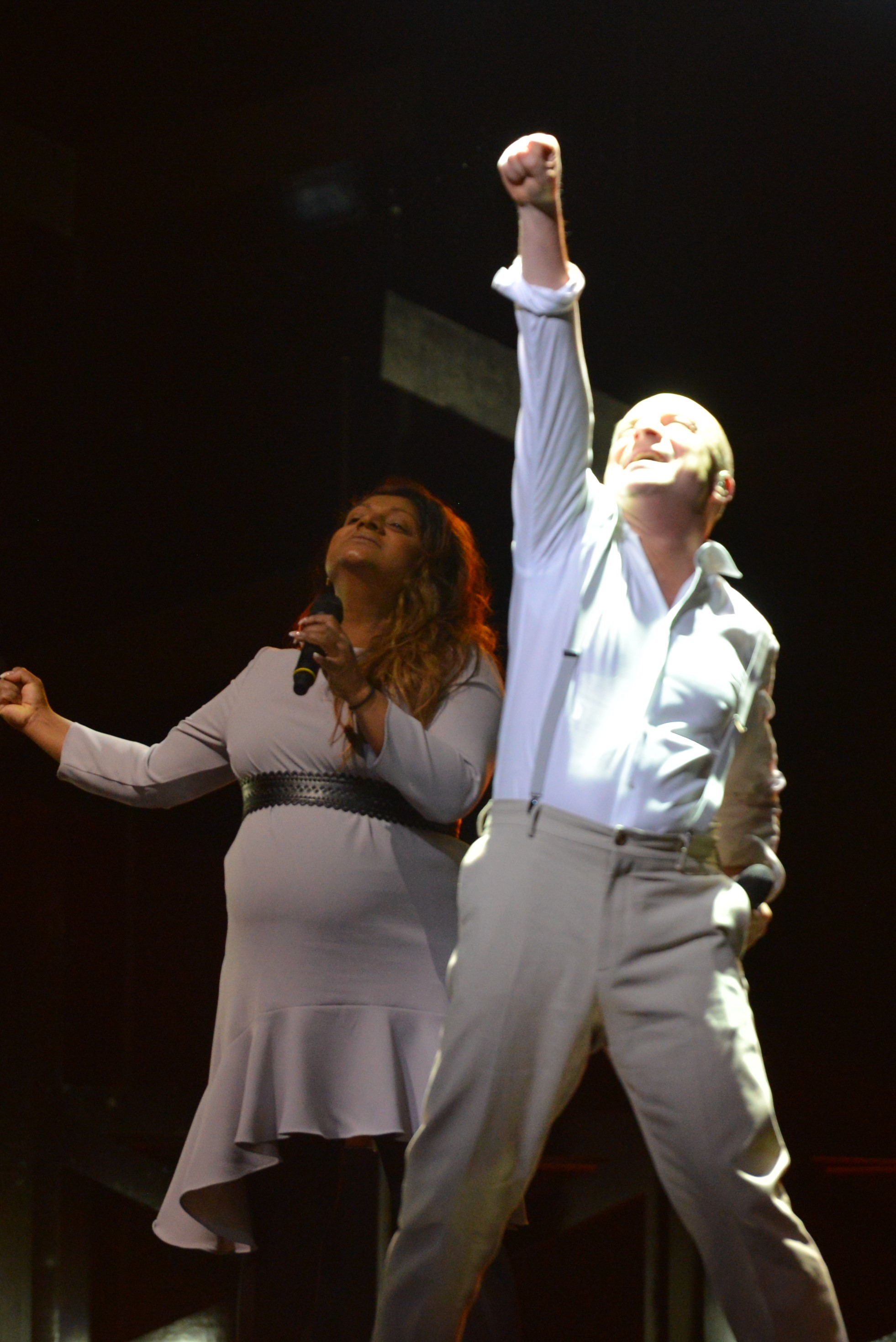
Jonas Gardell - Det finns en väg
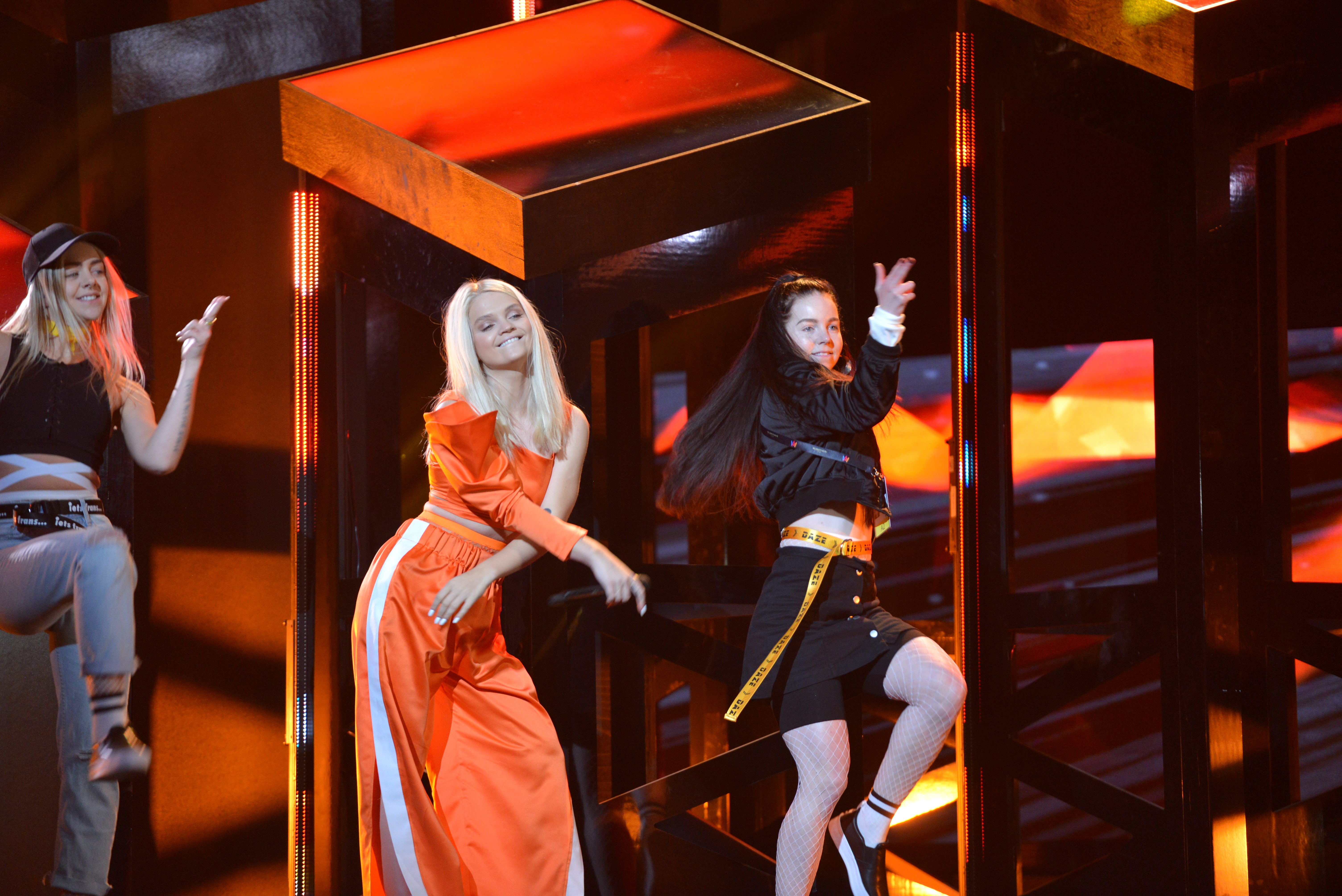
Margaret - In My Cabana
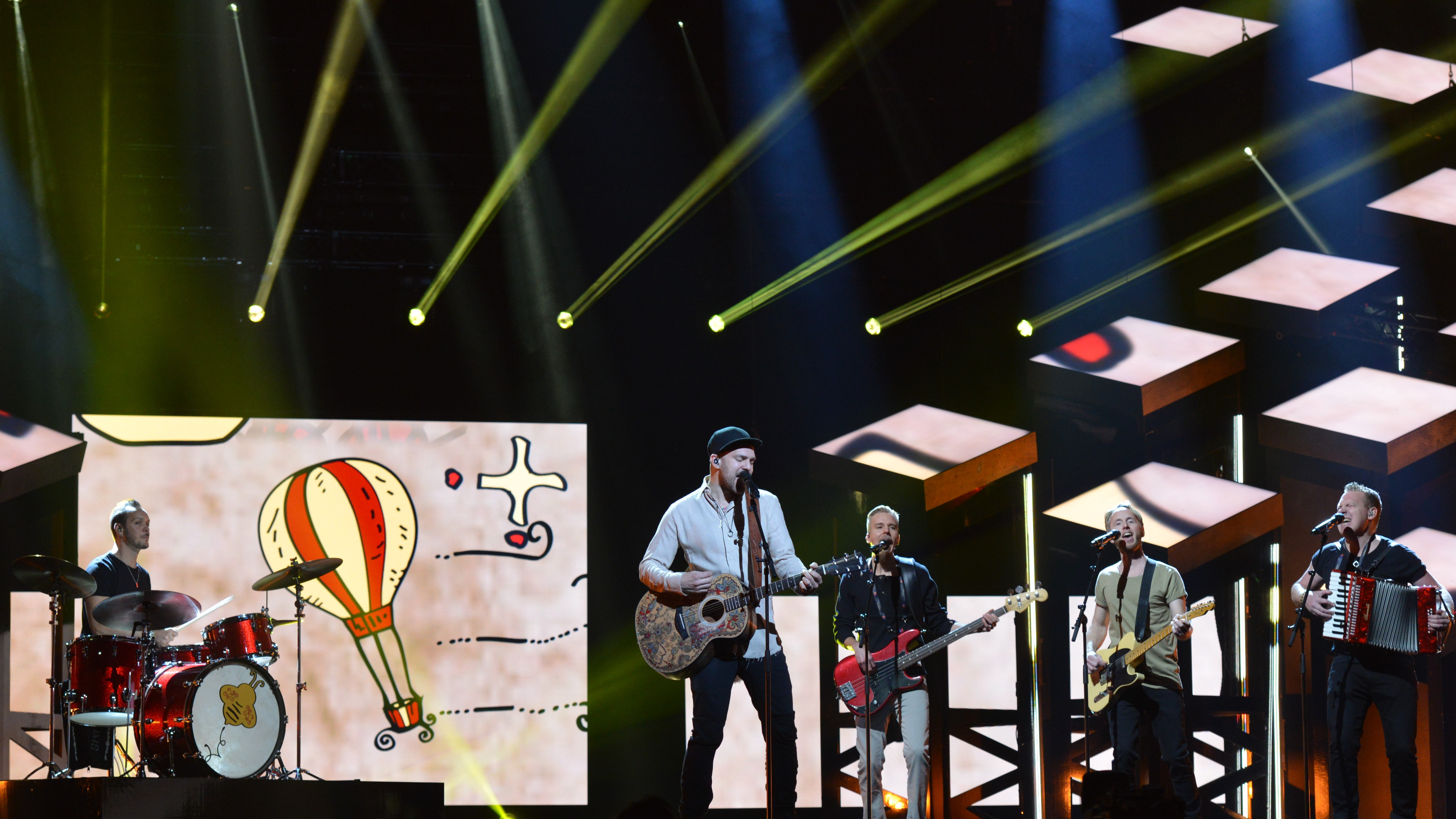
Stiko Per Larsson - Titta vi flyger
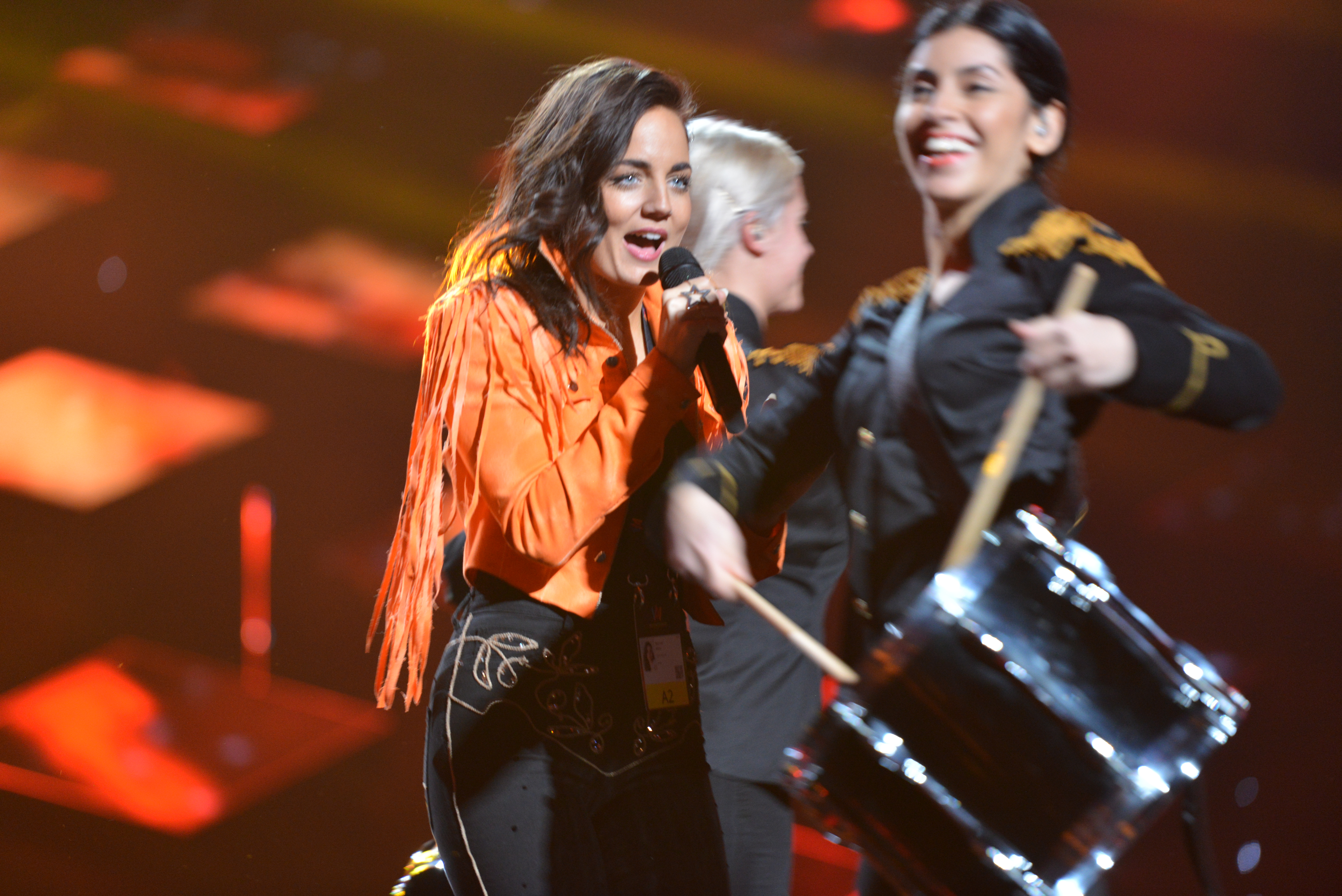
Mimi Werner - Songburning
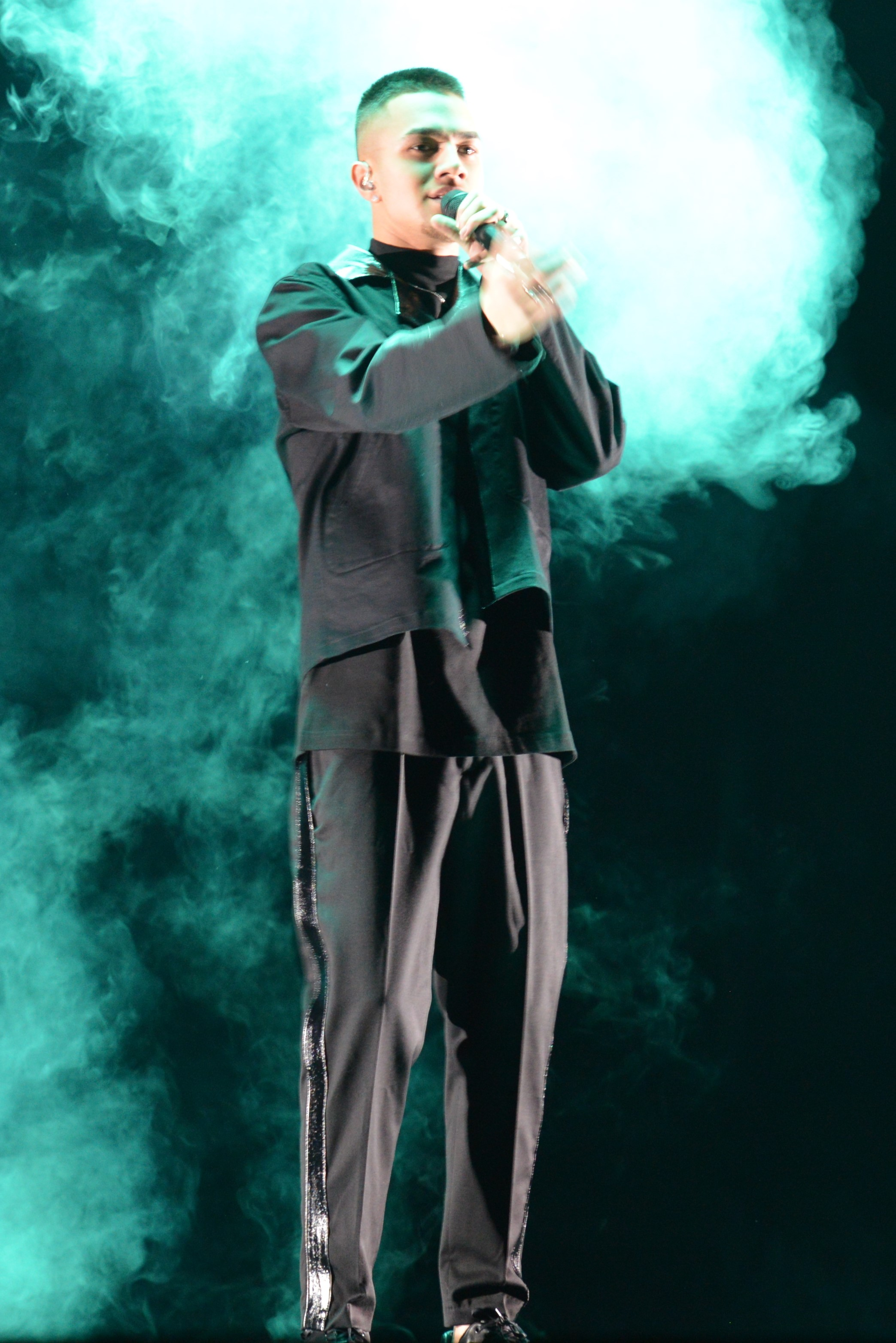
LIAMOO - Last Breath
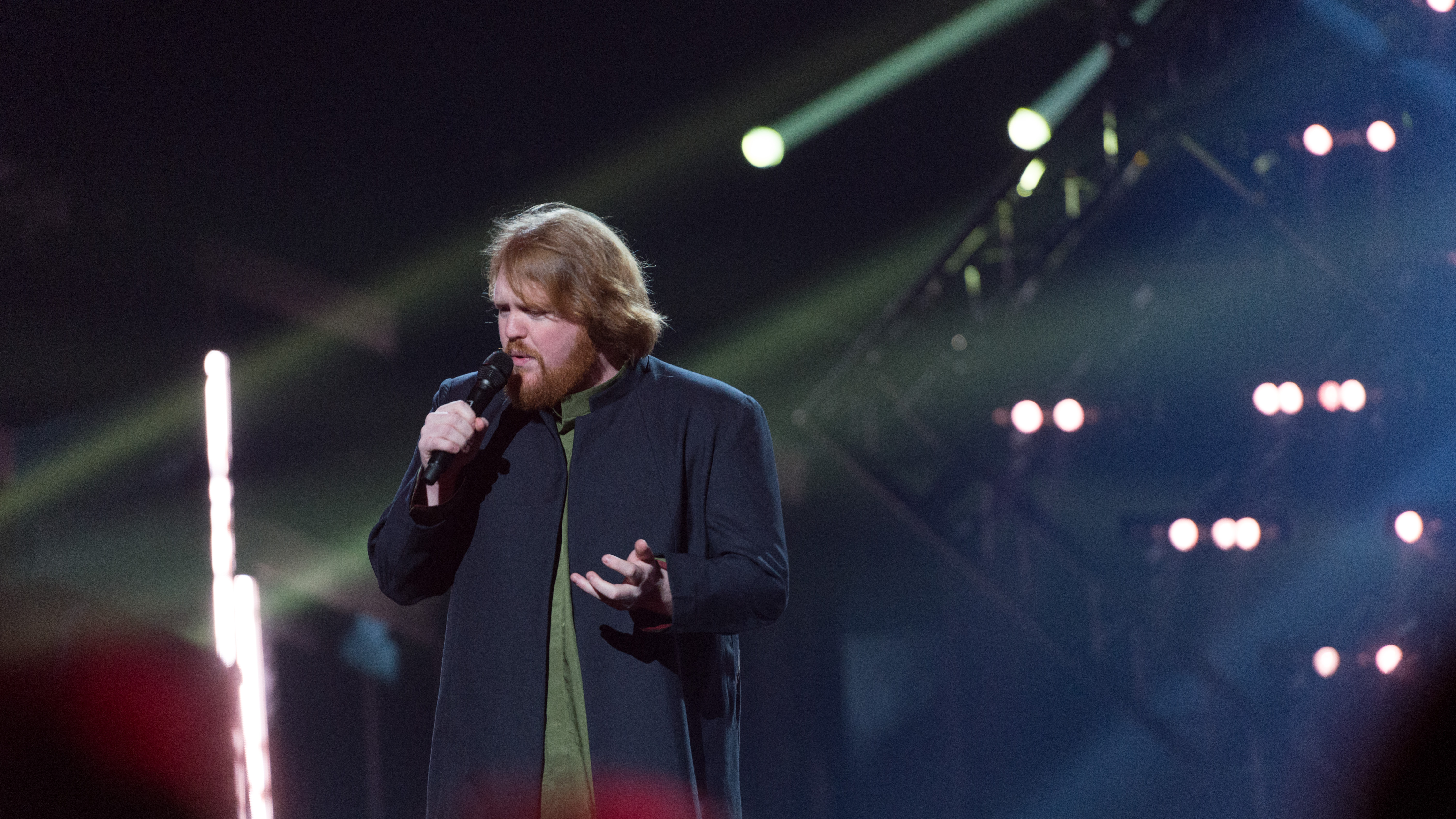
Martin Almgren - A Bitter Lullaby
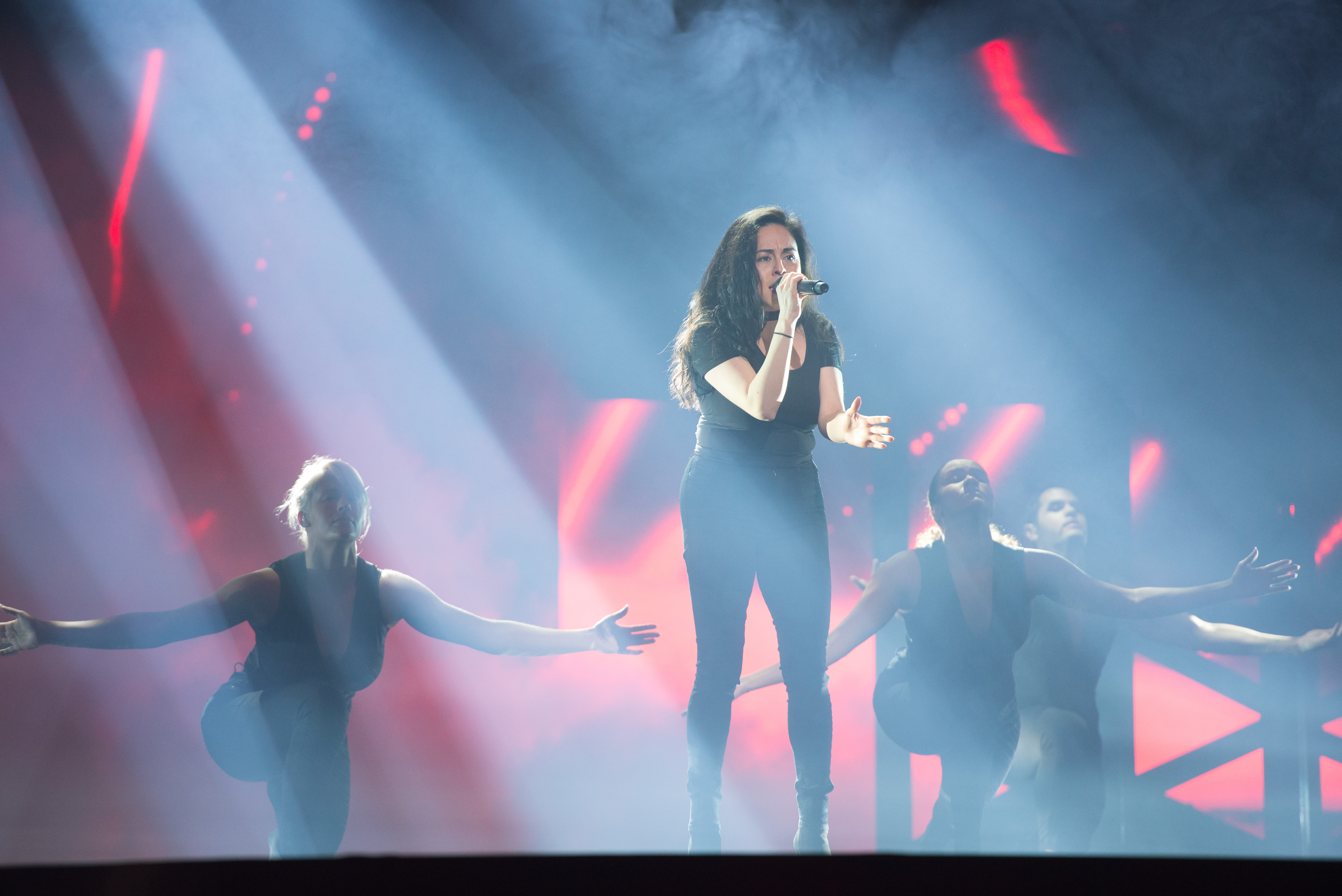
Barbi Escobar - Stark
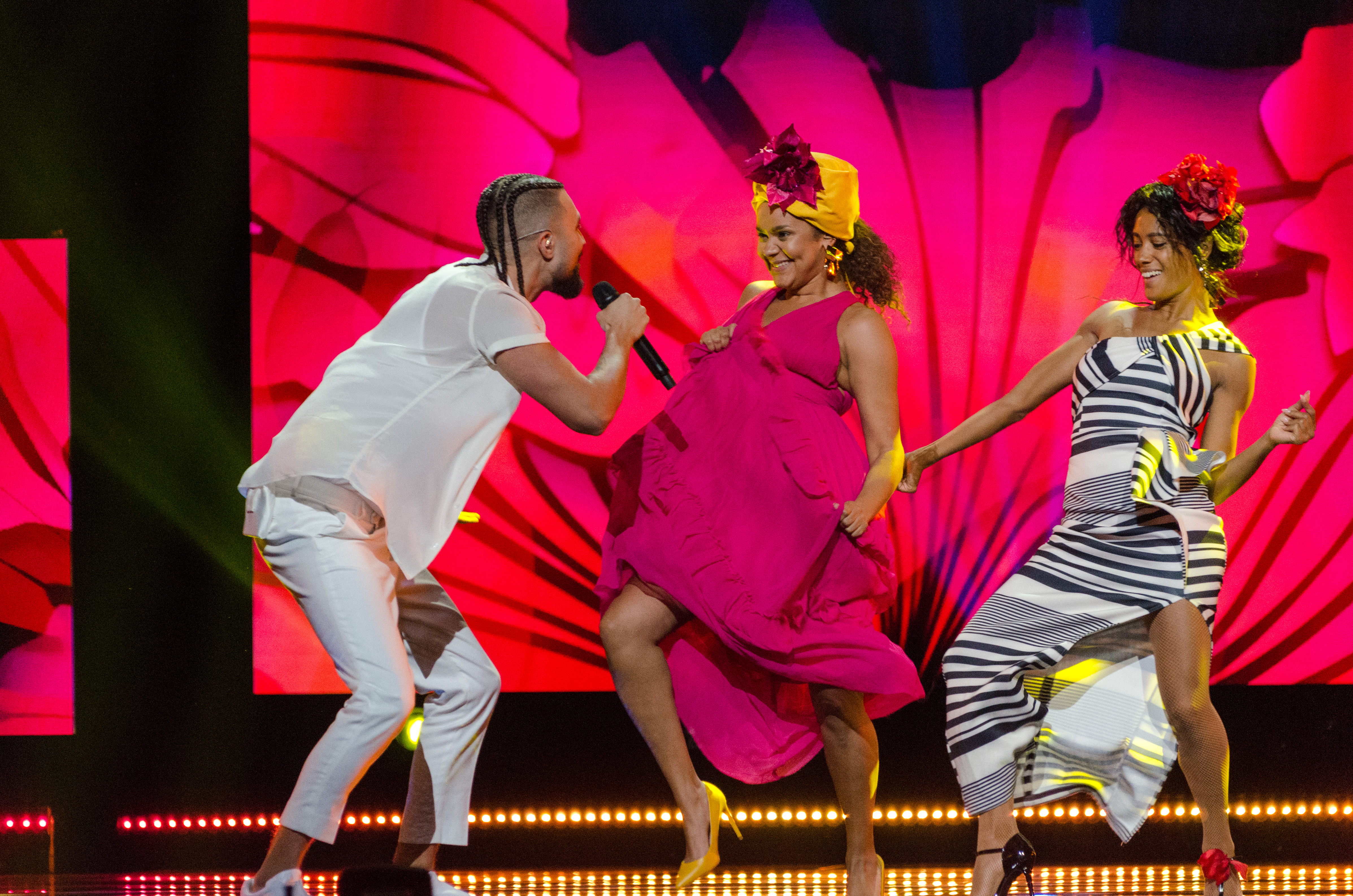
Moncho - Cuba Libre
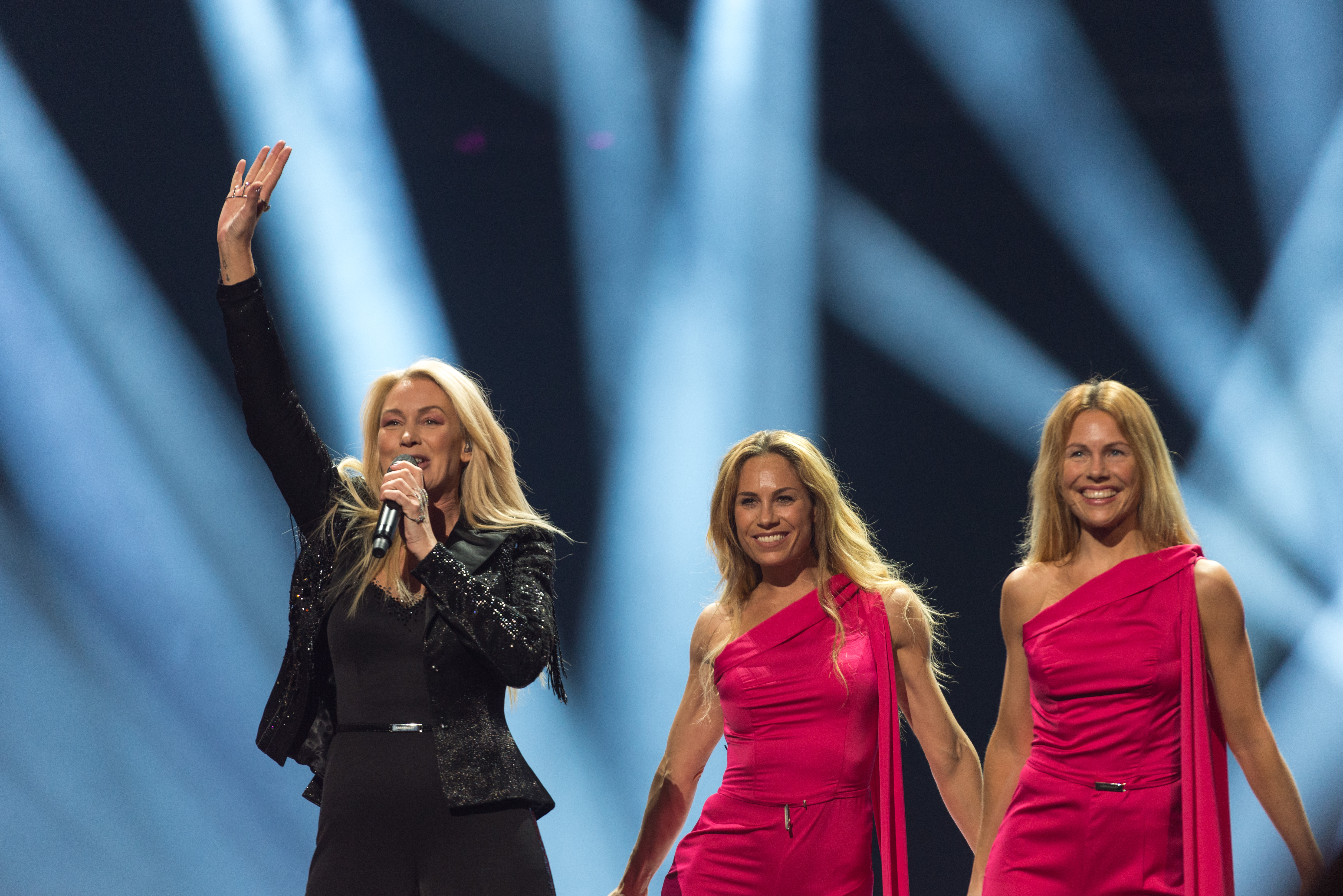
Jessica Andersson - Party Voice
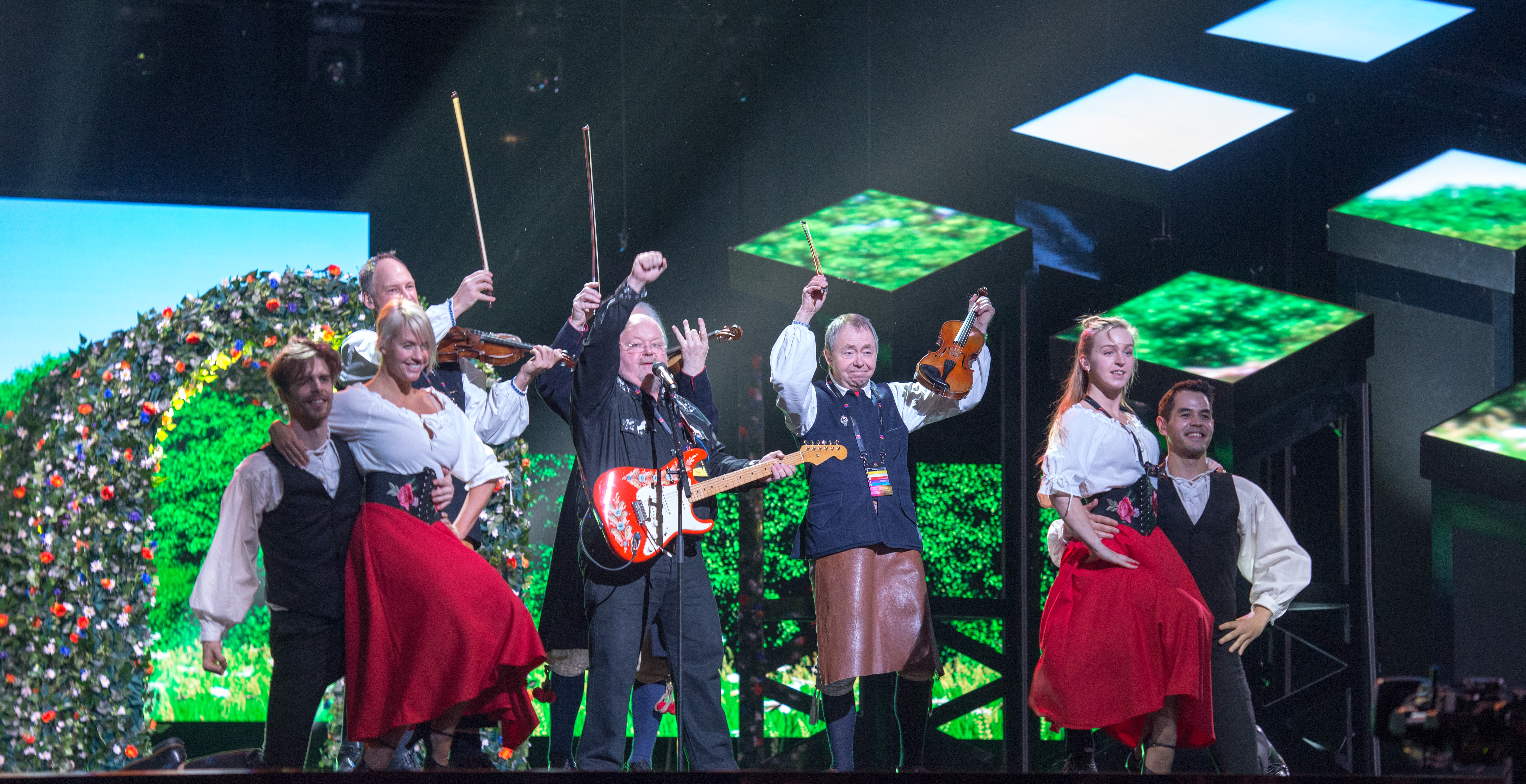
Kalle Moraeus & Orsa Spelmän - Min dröm
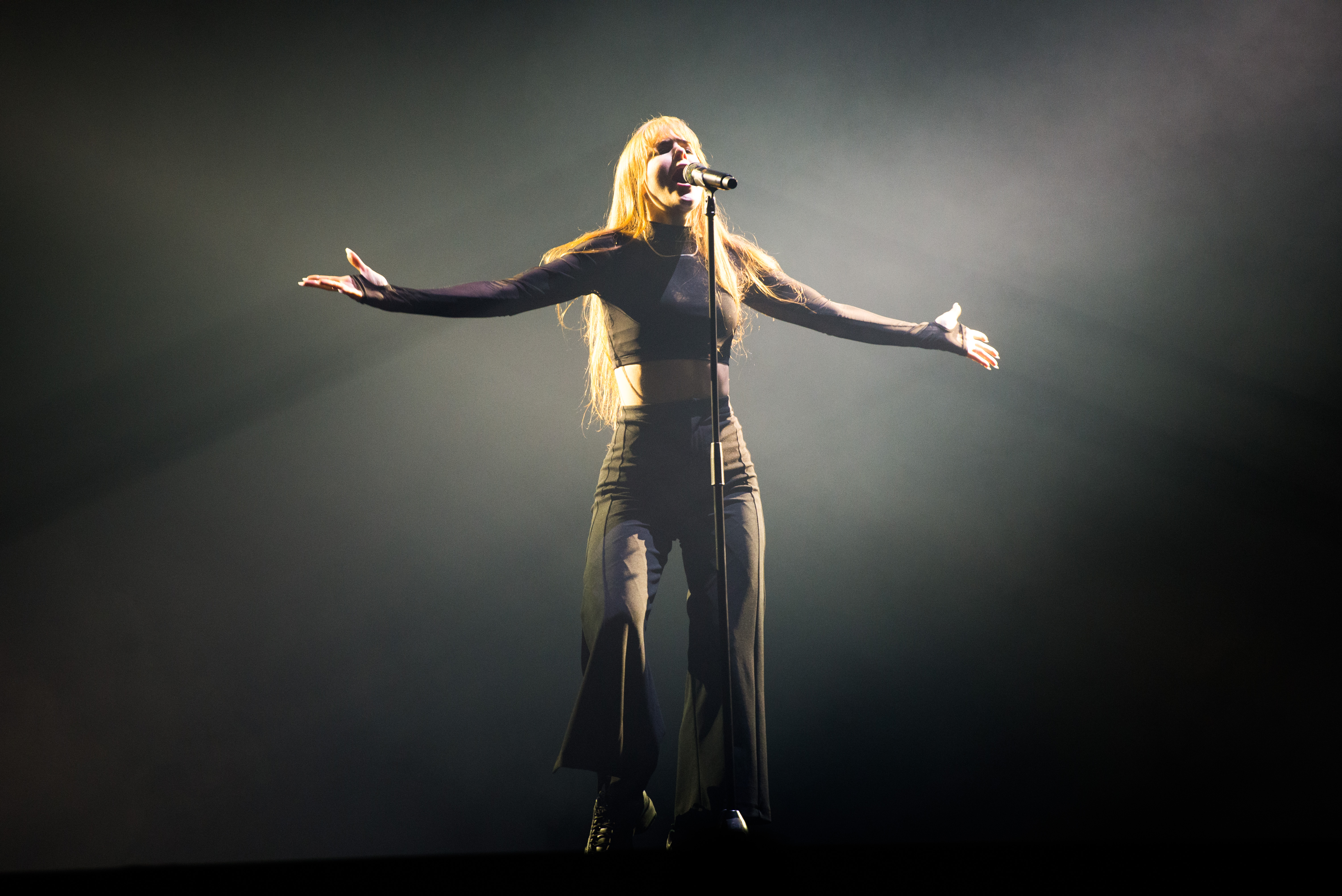
Dotter - Cry
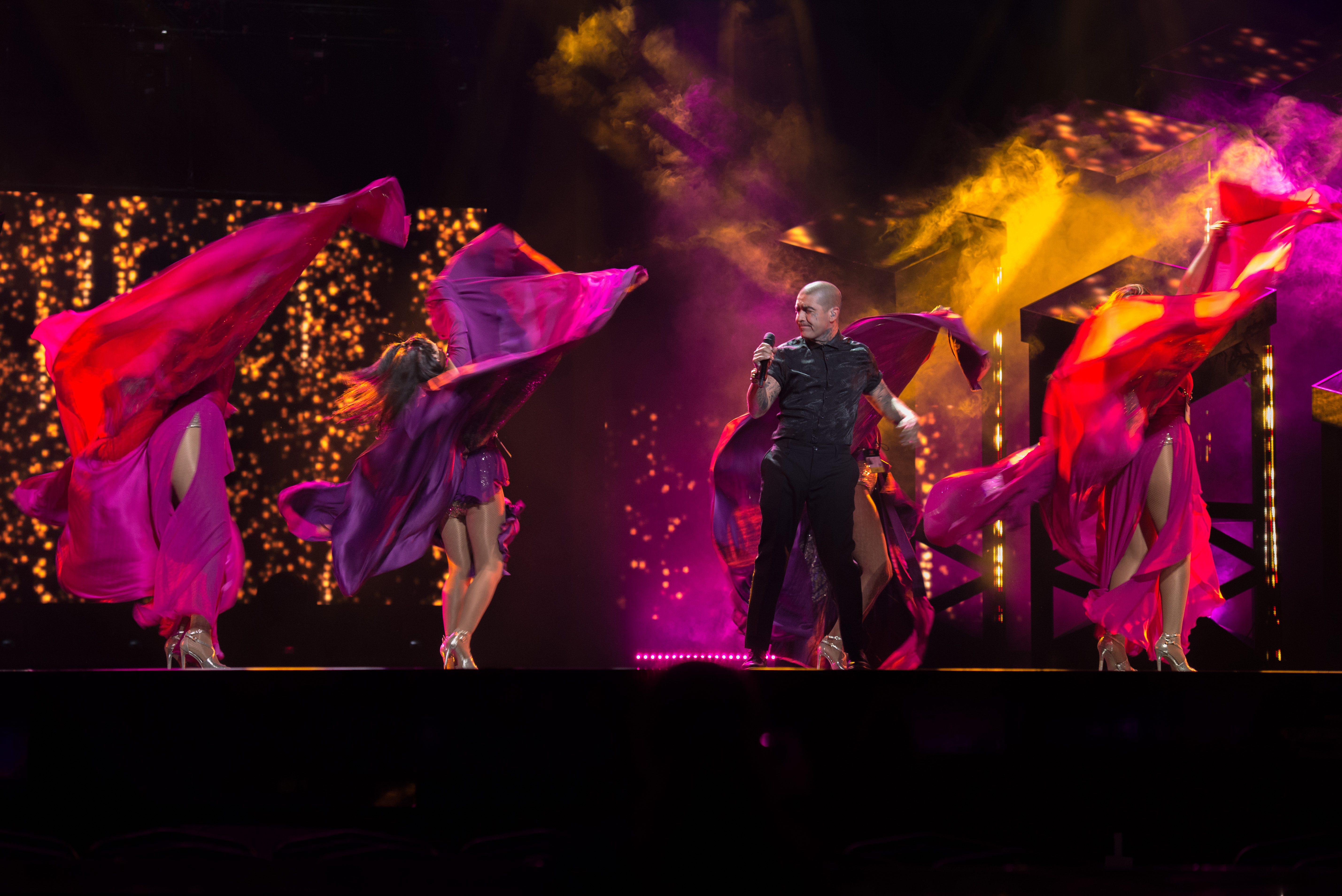
Mendez - Everyday